# Крепіда

Обкладка кургану камінням позначається терміном — «крепіда»

Крепіда (грец. κρεπις — основа) — опорна кам'яна обкладка навколо всієї купольної поверхні насипу кургану.
По колу крепіда має вертикальну стінку висотою до 2 метрів. Каміння для крепіди доставлявся нерідко за десятки кілометрів від самої могили. Як правило для крепіди використовувалися доволі великі камені.

## Зображення

По колу крепіда має вертикальну стінку висотою до двох метрів